# Vladimír Šamberk
Vladimír Šamberk, křtěný Ferdinand Vladimír (14. května 1869 Praha – zřejmě 1930, USA) byl český herec a malíř.

## Život
Byl jedním ze tří dětí herce Františka Ferdinanda Šamberka (Schambergera) a herečky Julie Šamberkové. Mládí prožil s matkou v Německu, takže jeho čeština byla poznamenána přízvukem.
V roce 1891 hostoval v pražském Národním divadle. V roce 1892 nastoupil angažmá ve vídeňském Volkstheatru. Po dalším hostování v Praze (1893) byl v roce 1896 angažován v Národním divadle v Praze, odkud však po dvou letech sám odešel.
Odcestoval do USA a vystupoval v herecké společnosti F. Ludvíka . Později se stal členem souboru Irwing Place Theatre v Chicagu. V roce 1903 přijel do Prahy, kde vystupoval pohostinsky v divadle Uranie. V roce 1904 vystupoval v Pištěkově aréně na pražských Vinohradech, kde uvedl Schillerovy Loupežníky jako western .
Po návratu do USA se živil portrétováním historických osobností a současně byl profesorem kostýmního malířství na malířské akademii v Chicagu. V roce 1926 byl pozván do Prahy, aby na žádost amerických Čechů portrétoval presidenta T. G. Masaryka .
V Praze v roce 1926 pohostinsky vystoupil v Divadle Na Slupi a v roce 1928 v Tylově divadle v Nuslích.
Zemřel okolo roku 1930 v USA .

## Citát
| „                 | Měl po svých rodičích všechny krásné vnější vlastnosti pro divadlo, měl i nesporný a tuze výbušný talent; nebylo ani divu, že se mu konec konců k divadlu zachtělo. Jenže měl k těm všem darům nebes a rodičů ještě něco navíc; říká se tomu „cvrček na mozku“. I když hrál i když s vámi mluvil, pořád to vypadalo, že mu přeskočilo. Trochu a snad hodně to byla póza, částečně to byla jakási scestná geniálnost po rodičích. Při tom to byl kluk hrozně milý, srdečný a vtipný, a když tak mluvil zpola česky a zpola německy, vždy s velikým a jako by milostivým gestem, bylo kolem něho jistě veselo. | “ |
| — Jaroslav Kvapil | |   |

## Divadelní role, výběr
- 1891 William Shakespeare: Romeo a Julie, Romeo, j. h., Národní divadlo, režie František Kolár
- 1897 František Ruth: Utopený manžel, Ludvík Kocourek, Národní divadlo, režie Josef Šmaha
- 1898 František Ferdinand Šamberk: Jedenácté přikázání, Beránek, Národní divadlo, režie F. F. Šamberk
- 1904 Friedrich Schiller: Loupežníci, Karel Moor, Pištěkova aréna, režie Vladimír Šamberk
- 1926 František Ferdinand Šamberk: Jedenácté přikázání, Emanuel Střela, Divadlo Na Slupi

## Galerie

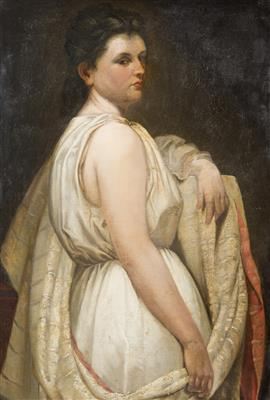
Dívka v rouchu
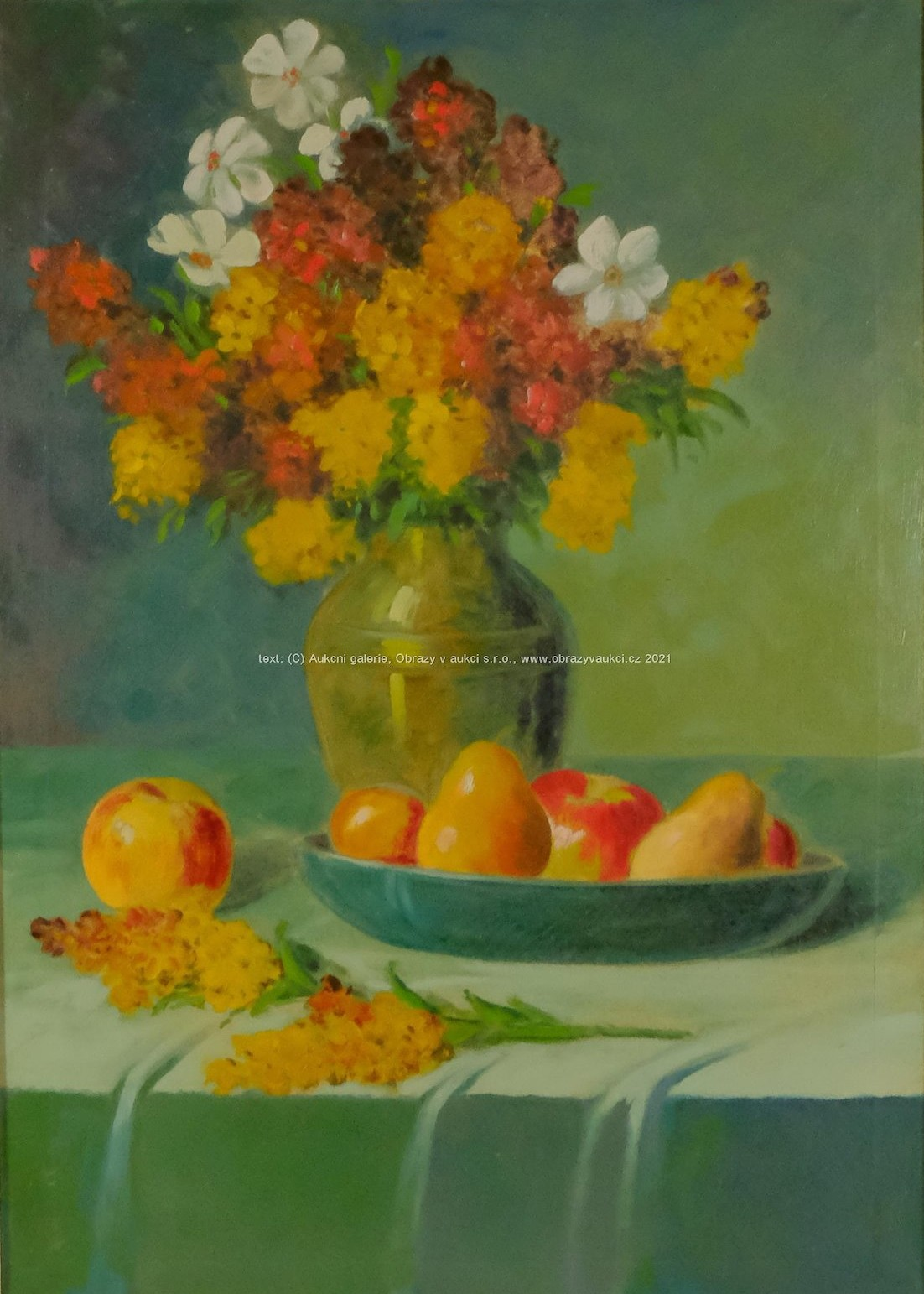
Jarní kytice (olej na plátně)